# Keishū Tanaka
Keishū Tanaka (田中 慶 秋 Tanaka Keishū?,  Namie, 6 de marzo de 1938-4 de enero de 2022) fue un político japonés que trabajó en la Cámara de Representantes de la Dieta (legislatura nacional) como miembro del Partido Democrático de Japón. Nacido en el distrito de Sōma, Fukushima y graduado de la Universidad de Tokai, fue elegido por primera vez en 1983. Fue ministro de Justicia del primer ministro japonés Yoshihiko Noda antes de dimitir debido a escándalos por donaciones financieras y vínculos con el crimen organizado.

## Como ministro del gabinete
El 1 de octubre de 2012, el primer ministro Yoshihiko Noda, en su tercera alineación del gabinete, nombró a Tanaka como ministro de Justicia para suceder a Makoto Taki. También fue nombrado ministro de Abducción, sucediendo a Jin Matsubara.

### Donaciones taiwanesas
El 4 de octubre de 2012, Tanaka dijo que una sucursal local del DPJ que dirige en la prefectura de Kanagawa había recibido 420 000 yenes en donaciones de 2006 a 2009 de una empresa dirigida por taiwaneses. El dinero fue devuelto el 3 de octubre de 2012, dos días después de que asumiera el cargo de ministro de Justicia. Según la Ley de Control de Fondos Políticos de 1948, los políticos tienen prohibido recibir donaciones de personas y organizaciones extranjeras compuestas principalmente por ciudadanos extranjeros. Los posibles castigos son penas de prisión de hasta tres años o multas de hasta 500 000 yenes. En una conferencia de prensa del 4 de octubre del mismo año, dijo que no estaba considerando renunciar.

### Conexiones con layakuza
El 11 de octubre de 2012, la revista semanal Shūkan Shincho informó que hace treinta años Tanaka tenía conexiones con un grupo afiliado al sindicato Inagawa-kai yakuza, que había aparecido y pronunciado un discurso en una fiesta organizada por un jefe de la yakuza, y que también había actuado como casamentero para un miembro ejecutivo del grupo. Dijo que no habría tomado las acciones si hubiera estado al tanto de las conexiones con la yakuza. Negó haber usado la yakuza para perseguir sus propios intereses o mediar en sus disputas.

### Renuncia
La oposición había exigido que explicara sus acciones a un panel de la cámara alta el 18 de octubre de 2012. El horario de Tanaka se llenó y no pudo comparecer. Al día siguiente, el 19 de octubre de 2012 ingresó al hospital quejándose de mala salud. Fue ingresado en el Hospital de Tokio de la Universidad Tokai quejándose de dolores en el pecho. Se esperaba ampliamente que presentaría su renuncia o que sería despedido como ministro. Renunció el 23 de octubre de 2012 por motivos de salud. Fue sucedido por Makoto Taki, quien también había sido su predecesor en el papel.